# Unité urbaine de Rennes
L'unité urbaine de Rennes est une unité urbaine française centrée sur la ville de Rennes, préfecture et première ville du département d'Ille-et-Vilaine et en même temps capitale régionale de la Bretagne.
Elle fait partie de la catégorie des grandes agglomérations urbaines de la France, c'est-à-dire ayant plus de 200 000 habitants.

## Données générales
En 2010, selon l'INSEE, l'unité urbaine de Rennes était composée de treize communes, toutes situées dans le département d'Ille-et-Vilaine, plus précisément dans l'arrondissement de Rennes.
Dans le zonage de 2020, elle est composée de seize communes, les trois communes de Betton, La Chapelle-des-Fougeretz et Vezin-le-Coquet s'ajoutant au périmètre.
En 2022, avec 375 940 habitants, elle constitue de loin la 1re unité urbaine du département d'Ille-et-Vilaine, étant l'unique agglomération rassemblant plus de 100 000 habitants dans ce département.
En Bretagne, elle occupe également le 1er rang régional devançant les unités urbaines de Brest (2e rang régional) et de Lorient (3e rang régional).
Au niveau national, elle occupe le 16e rang, après l'unité urbaine de Grenoble (15e rang national) et devant l'unité urbaine de Saint-Étienne (17e rang national).
Par sa superficie, elle ne représente que 4,84 % du territoire départemental mais, par sa population, elle regroupe 33,89 % de la population du département d'Ille-et-Vilaine en 2022, soit le tiers de la population départementale.

Agglomérations de plus de 100000 habitants en France en 2022.

## Composition 2020 de l'unité urbaine
Elle est composée des seize communes suivantes :
| Nom                        | Code Insee | Département     | Statut       | Superficie (km2) | Population (dernière pop. légale) | Densité (hab./km2) | Modifier                                    |
| -------------------------- | ---------- | --------------- | ------------ | ---------------- | --------------------------------- | ------------------ | ------------------------------------------- |
| Rennes (ville-centre)      | 35238      | Ille-et-Vilaine | ville-centre | 50,39            | 227 830 (2022)                    | 4 521              | modifier les données · modifier les données |
| Betton                     | 35024      | Ille-et-Vilaine | banlieue     | 26,73            | 12 775 (2022)                     | 478                | modifier les données · modifier les données |
| Bruz                       | 35047      | Ille-et-Vilaine | banlieue     | 29,95            | 19 667 (2022)                     | 657                | modifier les données · modifier les données |
| Cesson-Sévigné             | 35051      | Ille-et-Vilaine | banlieue     | 32,14            | 18 076 (2022)                     | 562                | modifier les données · modifier les données |
| Chantepie                  | 35055      | Ille-et-Vilaine | banlieue     | 11,98            | 10 378 (2022)                     | 866                | modifier les données · modifier les données |
| La Chapelle-des-Fougeretz  | 35059      | Ille-et-Vilaine | banlieue     | 8,71             | 4 603 (2022)                      | 528                | modifier les données · modifier les données |
| Chartres-de-Bretagne       | 35066      | Ille-et-Vilaine | banlieue     | 9,95             | 8 678 (2022)                      | 872                | modifier les données · modifier les données |
| Melesse                    | 35173      | Ille-et-Vilaine | banlieue     | 32,39            | 7 400 (2022)                      | 228                | modifier les données · modifier les données |
| Montgermont                | 35189      | Ille-et-Vilaine | banlieue     | 4,67             | 3 777 (2022)                      | 809                | modifier les données · modifier les données |
| Noyal-Châtillon-sur-Seiche | 35206      | Ille-et-Vilaine | banlieue     | 26,51            | 7 995 (2022)                      | 302                | modifier les données · modifier les données |
| Pacé                       | 35210      | Ille-et-Vilaine | banlieue     | 34,94            | 11 815 (2022)                     | 338                | modifier les données · modifier les données |
| Pont-Péan                  | 35363      | Ille-et-Vilaine | banlieue     | 8,76             | 4 289 (2022)                      | 490                | modifier les données · modifier les données |
| Saint-Grégoire             | 35278      | Ille-et-Vilaine | banlieue     | 17,30            | 9 992 (2022)                      | 578                | modifier les données · modifier les données |
| Saint-Jacques-de-la-Lande  | 35281      | Ille-et-Vilaine | banlieue     | 11,83            | 13 593 (2022)                     | 1 149              | modifier les données · modifier les données |
| Thorigné-Fouillard         | 35334      | Ille-et-Vilaine | banlieue     | 13,58            | 8 631 (2022)                      | 636                | modifier les données · modifier les données |
| Vezin-le-Coquet            | 35353      | Ille-et-Vilaine | banlieue     | 7,86             | 6 441 (2022)                      | 819                | modifier les données · modifier les données |

## Évolution démographique
L'évolution démographique ci-dessous concerne l'unité urbaine selon la délimitation de 2020.
| 1968    | 1975    | 1982    | 1990    | 1999    | 2006    | 2011    | 2016    | 2022    |
| ------- | ------- | ------- | ------- | ------- | ------- | ------- | ------- | ------- |
| 216 585 | 249 514 | 261 592 | 278 797 | 309 425 | 321 543 | 332 354 | 354 771 | 375 940 |